# Rácz Gábor (ügyvéd)
Rácz Gábor (Kézdivásárhely, 1898. augusztus 13. – Felsőzsolca, 1954. június 25.) magyar ügyvéd, politikus, nemzetgyűlési képviselő.

## Életpályája
A budapesti Állatorvosi Főiskolán megkezdett tanulmányait az első világháború miatt kellett megszakítania. A francia és az olasz fronton teljesített katonai szolgálatot. A világháború  végén Miskolcon a honvédség kötelékében pénzügyi tisztviselő volt, közben a szegedi egyetemen állam- és jogtudományi diplomát szerzett. Miután 1930-ban a honvédségnél nyugdíjazták, ügyvédi gyakorlatot folytatott. 
Politikai pályája kezdetétől, az 1920-as évektől kezdve Bajcsy-Zsilinszky Endre köréhez tartozott. 1930-ben belépett a Nemzeti Radikális Pártba (NRP), amelynek 1934-ben országos főtitkára lett. 1931-től részt vett a párt folyóiratának, a Szabadságnak szerkesztésében. Miután az NRP beolvadt az FKGP-be, 1935-től kezdve Rácz Gábor is a Független Kisgazda Párthoz (FKgP) tartozott. Egyik szervezője volt az 1943-ban Miskolcon megtartott gyűlésnek, amelyen követelték a világháborúból való kilépést. A nyilas hatalomátvétel után Rácz Gábort a Gestapo letartóztatta. 1944 decemberében szabadult. A Debreceni Ideiglenes Nemzetgyűlés tagja lett. Elnöke lett az FKgP Észak-magyarországi Szervezetének, felelős szerkesztője  a Miskolci Hírlapnak. Az 1945-ös választások után Rácz ismét az FKgP-t képviselte a nemzetgyűlésben. 1947 nyarán kizárták a pártból mint a párt jobboldalához tartozó  képviselőt és  megakadályozták, hogy mint a Magyar Független Párt képviselő jelöltesse magát. 1952-ben családjával kitelepítették a Hortobágyra. Miután 1953-ban elbocsátották a táborból, Felsőzsolcán telepedett le és egy ügyvédi munkaközösségben irodai ügyintézői teendőket látott el.